# Juan Ripollés

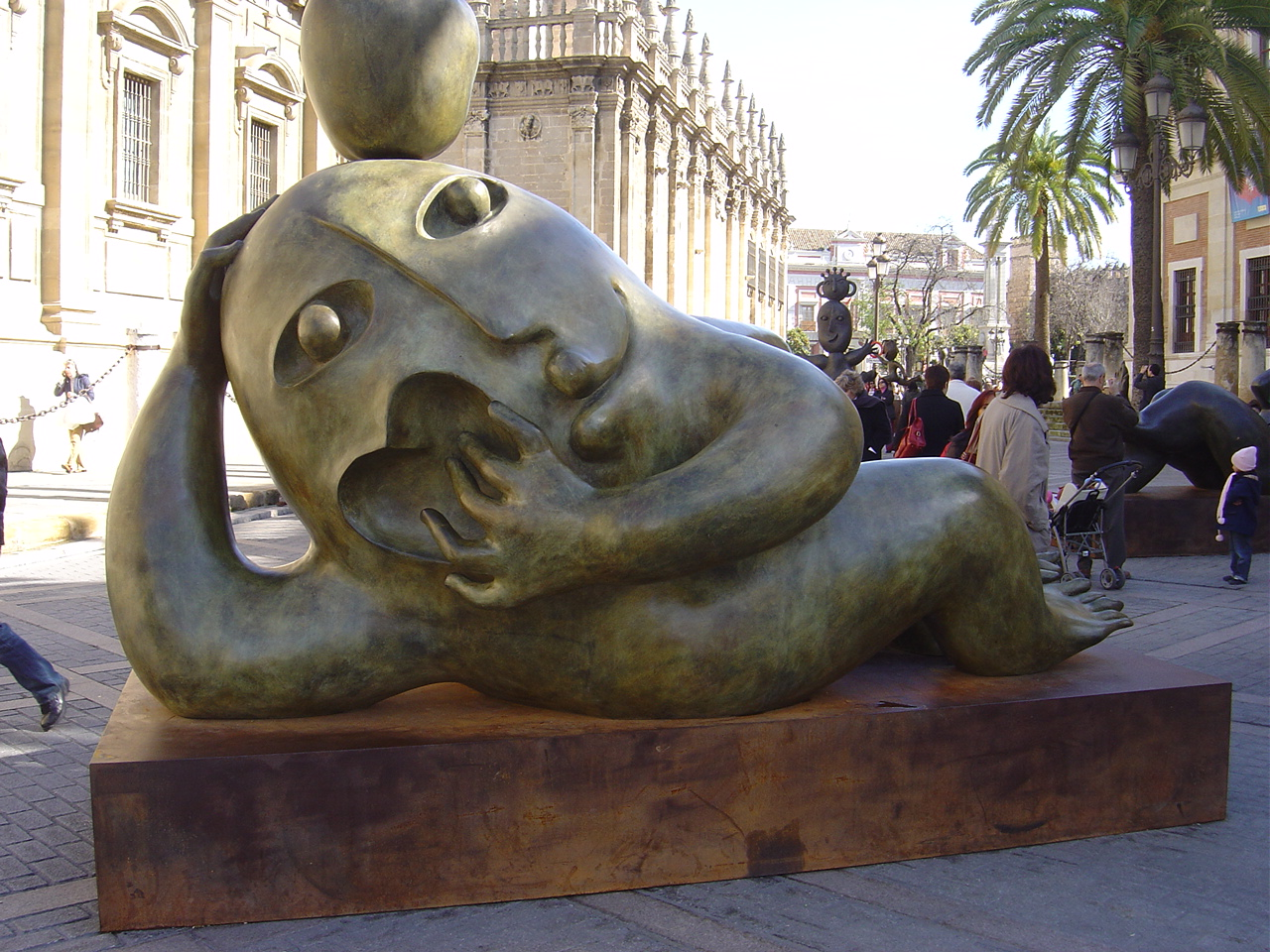
Skulptur av Juan Ripollés på Plaza del Trionfo i Sevilla

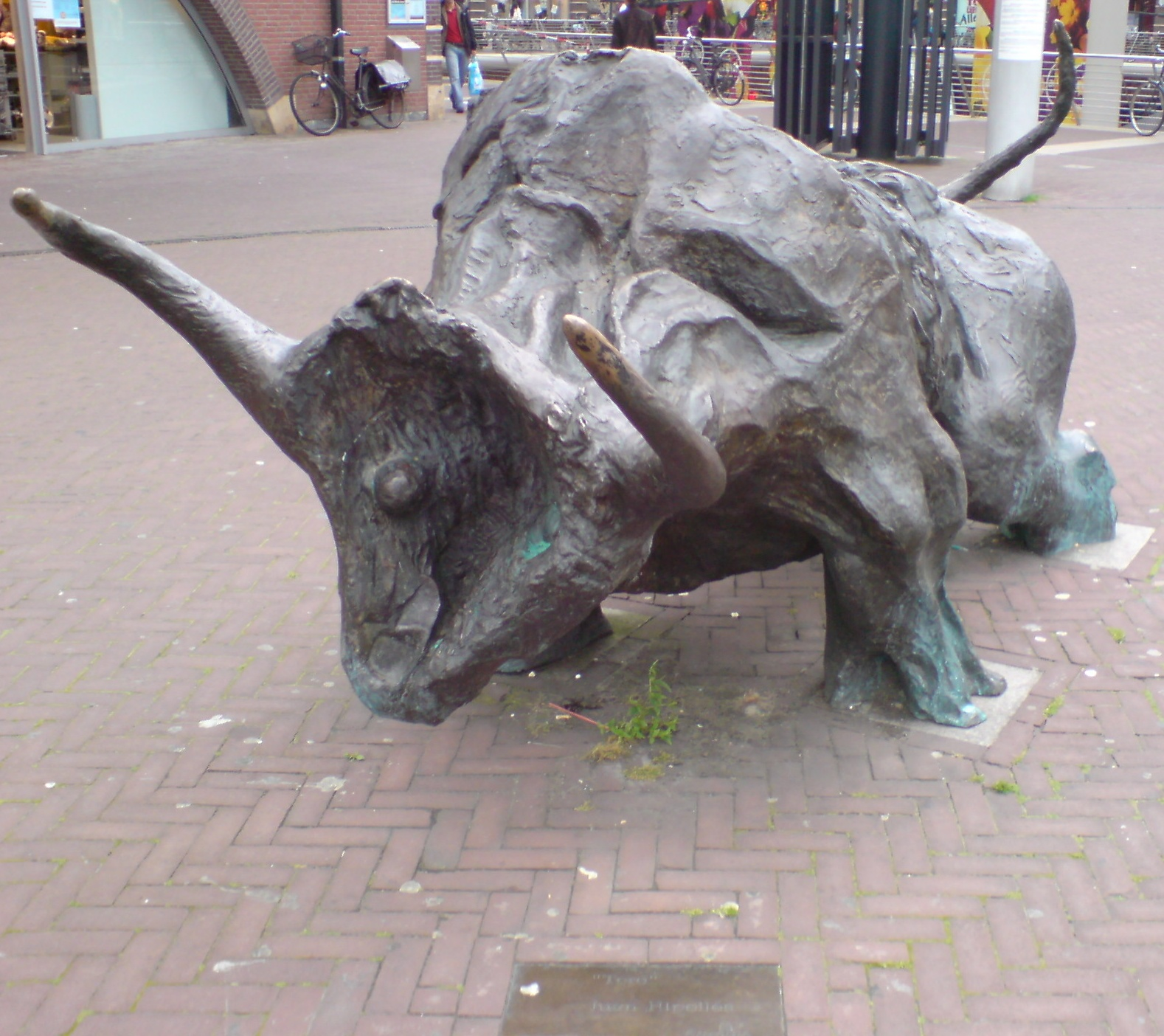
El Toro i 's-Hertogenbosch

Juan Garcia Garcí Ripollés, född 4 september 1932 i Alcira i provinsen Valencia, är en spansk målare och skulptör.
Juan Ripollés växte upp, sedan modern dött i barnsäng, under fattiga omständigheter och blev adopterad. Han började arbeta som målarlärling vid 12 års ålder i Castellón. Han utbildade sig till 20 års ålder i konst vid Konst- och yrkesskolan Francisco Ribalta i Castillón. Mellan 1954 och 1963 bodde han i Paris. Han har sedan dess bott på olika platser i Spanien, utom under 1977, då han var bosatt i Veere i Nederländerna. Sedan 2010 bor han i Castellón.

## Offentliga verk i urval
- Mujer tumbada, glasfiber, omkring 2000, Uden i Nederländerna
- El Toro, brons, 2001, Burgemeester Loftplein i 's-Hertogenbosch i Nederländerna
- Homage al Libro, brons, 16 meter hög, 2002, rondellen vid Carrer Eduardo Boscá/ Avenida des Baleares i Valencia
- El adivinador, brons, åtta meter hög, 2010, Paseo del Conde de Vallallano vid Plaza del Mar i Alicante
- La escultura de la Paz, minnesmärke över offer för terror, brons, 29 meter hög, 36 ton tung, 2010, rondellen Rotonda de la Ronda Sur vid en infart till Castellón [1]
- El hombre avión, vid flygplatsen i Castellón de la Plana
- Chico y Chica, Ede i Nederländerna

## Fotogalleri

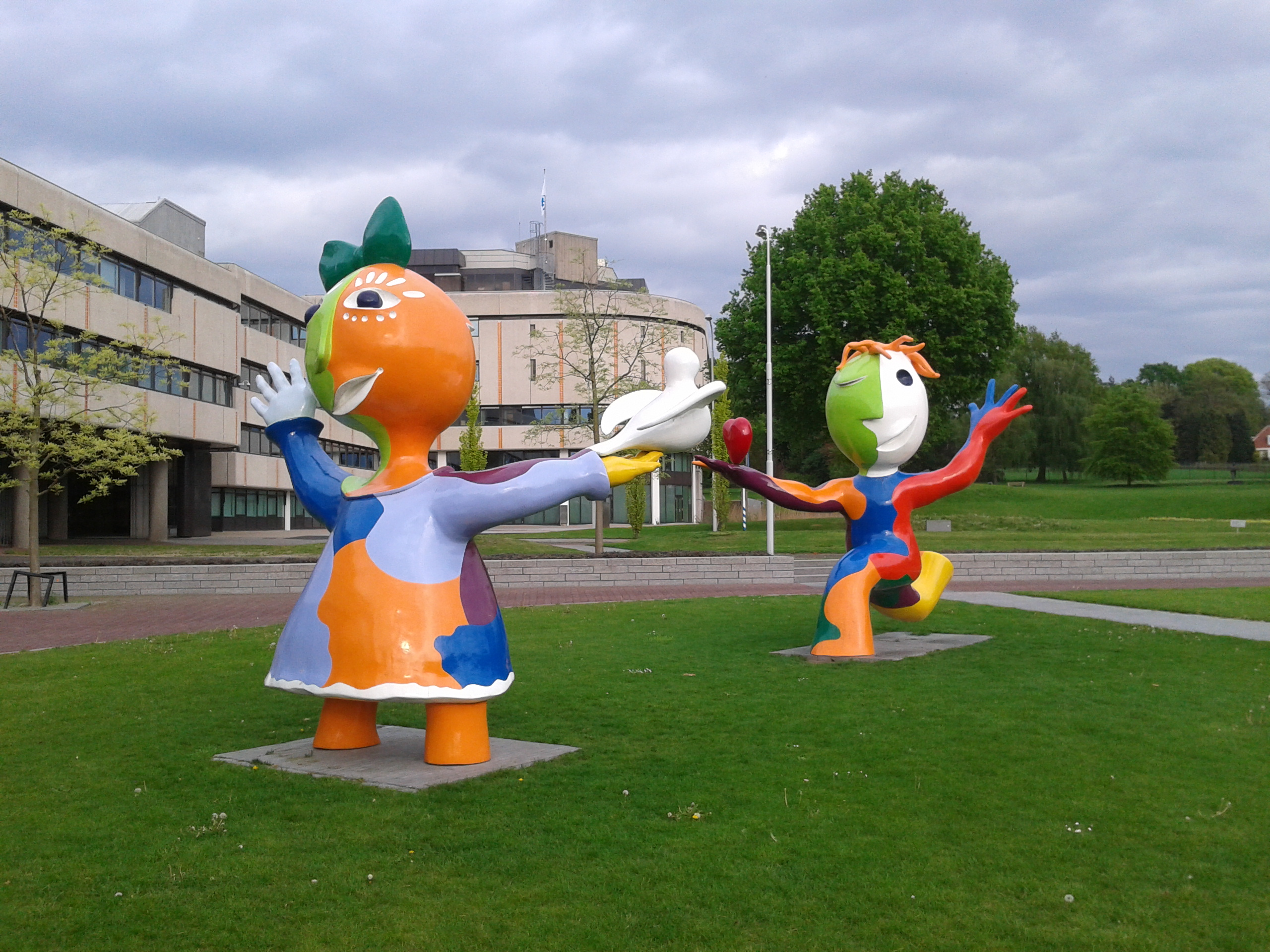
Chico y Chica i Ede
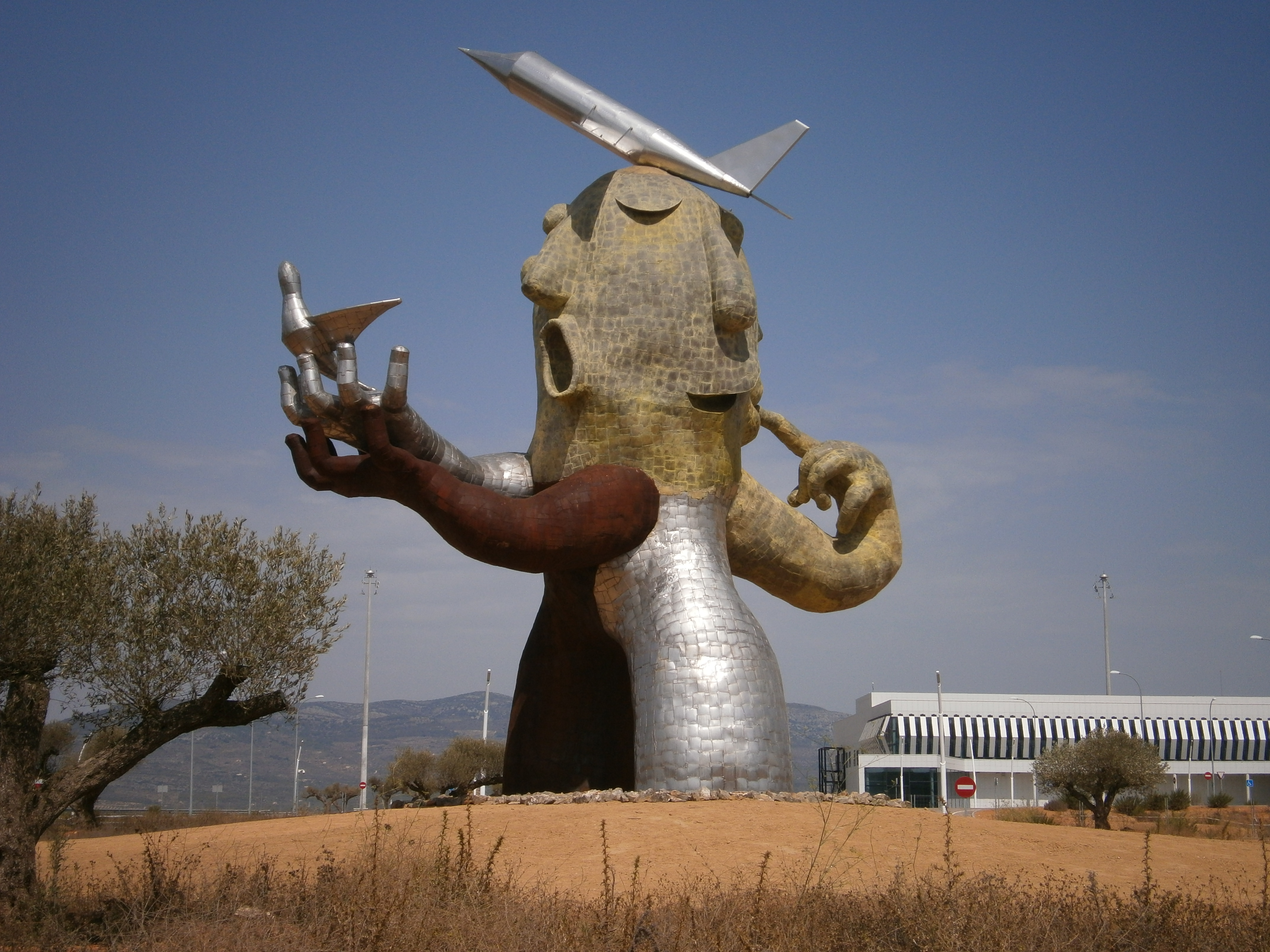
El hombre avión i Castellón de la Plana